# Свети Атанасий (Цотили)
Вижте пояснителната страница за други значения на Свети Атанасий.
„Свети Атанасий“ (на гръцки: Άγιος Αθανάσιος Τσοτυλίου) е православна църква в село Цотили, Егейска Македония, Гърция, част от Сисанийската и Сятищка епархия.
Преди изграждането на сегашната църква на нейно място има малък параклис, от който са оцелели иконостасът и царските двери, съхранявани в Епископията в Цотили. След създаването на седмичния пазар в Цотили в 1833 година се появява нужда от по-голяма църква и в 1858 година е изградена „Свети Атанасий“. Църквата е трикорабна базилика с размери 20 х 10 m. В храма работи селишкият майстор Георгиос Мануил.